# 71-ТК
71-ТК — радянські танкові короткохвильові радіостанції, що знаходилися на озброєнні з 1933 р. Застосовувалися на більшості радянських танків всіх класів випуску до 1941 р., бронеавтомобілях, бронепоїздах та інших бронеоб'єктах.

## Опис
71-ТК — перша радянська суто танкова радіостанція. Створена в рамках затвердженої в 1931 р. «Другої системи радіоозброєння військ зв'язку РСЧА». Приймач 71-ТК — один з перших приймачів супергетеродинного типу, серійно вироблялися промисловістю СРСР
У другій половині 1930-х років вважалося, що для повноцінного управління танковими підрозділами на марші та в бою доцільно і достатньо мати радіостанції не на всіх, а лише на командирських танках. На фотографіях тих років командирські танки відрізняються антеною, що у вигляді руків'я оперізує башту танка з-боків-ззаду. Не дивлячись на таку концепцію, промисловість СРСР на 1940 рік випускала до 400 радіостанцій 71-ТК на місяць. Оскільки лампова апаратура була досить громіздкою, танкісти жалілися на те, що «радіофіковані» танки були змушені брати зменшений боєкомплект, — чимало місця в бойовому відділенні займала апаратура радіостанції.

## ТТХ
Стація 71-ТК — приймально-передавальна, телефонно-телеграфна, приймач і передавач виконані у вигляді окремих пристроїв. Для захисту від вібрації приймач і передавач встановлювалися на спеціальних рамах з амортизаторами. Станція дозволяла спільну роботу з танковим переговорним пристроєм.

### 71-ТК
Дослідний зразок, серійно не випускався.

### 71-ТК-1
Перший серійний варіант, випускався з 1933 р. Встановлювався на танках Т-26, Т-28, Т-35, Т-37, БТ-5, БТ-7, бронеавтомобілях БА-3, БА-20, бронепоїздах.
- Потужність передавача в антену — 5…8 Вт.
- Дальність зв'язку телефоном, в залежності від типу машини, від 10 до 30 км на ходу і до 40 км на стоянці при непрацюючому двигуні.
- Передавач живився від стартерного акумулятора через умформер, приймач — від двох сухих анодних батарей напругою 80В кожна і лужних акумуляторів для живлення ламп розжарення. Приймач працює від одного комплекту батарей 15-20 годин.
- Передавач допускає безперервну роботу протягом 30 хвилин, після чого необхідна перерва 20-30 хвилин для охолодження.
- Передавач 71-ТК-1 складався з задаючого генератора, підсилювача потужності та модулятора. Всі каскади були побудовані на радіолампах ЦК-36, пізніше перейменованих у ГК-20. Тріод УБ-110 використовувався як випрямляч в ланцюзі індикатора вихідної потужності. Передавач допускав кварцову стабілізацію частоти. Телеграфна маніпуляція — в колі сітки підсилювача потужності, модуляція анодна.
- В комплект радіостанції 71-ТК-1 входили телеграфний ключ типу «Авіо», два типи мікрофонів — диференційний типу «Сафар» і диспетчерський з антишумовим чохлом, а також головні телефони типу «Авіо» з гумовими прокладками. Однак проблема акустичних (шумових) перешкод, особливо при роботі телефоном, стояла дуже серйозно. Для боротьби з шумом в комплекті радіостанції був навіть передбачений спеціальний шолом, який, правда, не отримав широкого розповсюдження.[3]
- Приймач радіостанції 71-ТК-1, виконаний у вигляді окремого блоку, був 7-ламповим супергетеродином (ПЧ близько 150 кГц), виконаним на радіолампах прямого розжарення СБ-112 (3 шт.) та УБ-110. Приймач мав свій власний амортизаційний каркас.

Характерна особливість 71-ТК-1: на танках і бронеавтомобілях застосовувалася комбінація з штирової і поручневої антени. Остання являла собою півкільце з металевої труби, закріплене навколо вежі на ізолюючих кронштейнах (на танках Т-37РТ антена кріпилася на надгусеничних полицях). Як виявилося, в бойових умовах така антена демаскує радіофіковані командирські машини, і супротивник може зосередити на них вогонь протитанкових засобів. В ході подальших модернізацій від поручневої антени відмовилися на користь штирової.

### 71-ТК-2
Зразок 1935 р. з дещо збільшеною дальністю дії. Застосовувався на тих же танках, що і перша модифікація, а також на КВ-1 і ІС-1.

### 71-ТК-3
Зразок 1939 року. Встановлювалася на танках БТ-5, БТ-7, Т-40, Т-60, Т-34 ранніх випусків, КВ-1, КВ-2, бронеавтомобілях БА-11. Відрізнялася покращеною елементною базою (зокрема, застосовані опресованні пластмасою слюдяні конденсатори замість відкритих).
- Вид роботи: телеграф (амплітудна маніпуляція) і телефон (амплітудна модуляція)
- Діапазон частот: 4,0…5,625 МГц
- Дальність зв'язку:
  - телефоном на ходу танка — до 15 км, на стоянці — до 30 км;
  - телеграфом на стоянці — до 50 км.
- Приймач — семиламповий супергетеродин з одним перетворенням частоти. Проміжна частота — близько 150 кГц.
  - Чутливість приймача — не гірше 15 мкВ.
- Передавач двокаскадний, може працювати з плавною зміною частоти та на фіксованих частотах з кварцовою стабілізацією.
  - Потужність передавача до антени в телеграфному режимі — 3…5 Вт
- Антена — штирьова, розбірна, довжиною 4 м.
- Маса комплекту — близько 60 кг.
- Джерела живлення: при напрузі бортової мережі 12 В анодне коло приймача і передавача живляться від бортмережі через умформери, напруга приймача — від акумулятора 4НКН-10, живлення передавача — від бортової мережі;
- для бронеоб'єктів з напругою бортової мережі 6В випускався батарейний варіант. Анодне коло приймача живилося від двох батарей БАС-80, передавача — через умформер від стартерного акумулятора і такого ж додаткового, включених послідовно.

## Випуск та експлуатація
Випускалися серійно з 1935 до 1940 року. Мали ряд суттєвих недоліків, виявлених в ході польових випробовувань. На початок німецько-радянської війни планово замінені на 9-Р і 10-Р (КРСТБ).